# Marin Mersenne
Marin Mersenne, Marin Mersennus hay Cha Mersenne (8 tháng 9 năm 1588 – 1 tháng 9 năm 1648) là một nhà thần học, triết học, toán học và lý thuyết âm nhạc người Pháp, thường được coi là "cha đẻ của âm học" (Bohn 1988:225). Mersenne được đánh giá là "trung tâm của thế giới khoa học và toán học nửa đầu thế kỷ 17" .